# Крест Шарлотты
Крест Шарлотты — государственная награда королевства Вюртемберг. Учреждена 5 января 1916 года, в ходе Первой мировой войны, последним королём Вюртемберга Вильгельмом II, и назван им в честь супруги, королевы Шарлотты.
Выдержка из указа об учреждении:
«Этим крестом Мы будем награждать прежде всего людей, без различия сословий, рода и племени, которые проявили себя на поле боя и в тылу по уходу за больными и ранеными и в сфере различной социальной помощи воинам.»

После смерти владельца крест Шарлотты оставался в семье.
С 1918 года награждения крестом прекратились.
Знак награды — посеребрённый клеверный крест с монограммой «C W» (первые буквы имён «Шарлотта» и «Вильгельм») в центральном медальоне. 
Изначально крест изготавливался на Королевском вюртембергском монетном дворе в Штутгарте. На ранних крестах медальоны были накладные (припаянные). С 1917 года крест стал выпускаться цельноштампованным. Сам крест изготавливался из серебра. В конце 1917 года его стали делать из низкопробного серебра, с последующим серебрением, а с 1918 года серебро заменили нойзильбером. В этом же году партию креста Шарлотты заказали на фабрике Поля Мейбауера.
Они были выполнены из меди с серебрением. Лента награды — золотистого цвета, с одной широкой и одной узкой чёрной полосой по каждому краю.